# زاوية مخيخية جسرية
الزاوية المخيخية الجسرية (بالإنجليزية: Cerebellopontine angle)‏ هيَ بُنية على حافَة المخيخ وَالجسر، ويوجد فيها الصهريج الجانبي والذي يحتوي على السائل الدماغي الشوكي وَنسيج الأم العنكبوتية وَالأعصاب القحفية والأوعية المرتبطة بها.

## المحتويات
- العصب الوجهي.
- العصب الدهليزي القوقعي.
- نديفة المُخيخ.
- الردب الجانبي للبطين الرابع.

## الأهمية السريرية
ينشأ عدد من الأورام في الزاوية المخيخية الجسرية، ومِنها:
- ورم العصب السمعي.
- الكيسة العنكبوتية.
- ورم العصب الوجهي.
- الورم الشحمي.
- الورم السحائي.
- الورم الكبي.
- ورم شوان للأعصاب القحفية.